# Chuyển tự Latinh tiếng Trung Quốc

"Quốc ngữ" (國語, Guóyǔ) được viết bằng chữ Hán phồn thể và giản thể, tiếp theo là bính âm Hán ngữ, Gwoyeu Romatzyh, Wade–Giles và Yale

Latinh hóa tiếng Trung Quốc là việc sử dụng bảng chữ cái Latinh để viết tiếng Trung Quốc. Tiếng Trung Quốc sử dụng chữ Hán vốn là chữ tượng hình, nên các chữ không đại diện trực tiếp cho các âm vị. Đã có nhiều hệ thống sử dụng các ký tự La Mã để đại diện cho tiếng Trung Quốc trong suốt lịch sử. Nhà ngôn ngữ học Daniel Kane nhớ lại, "Người ta thường nói rằng các nhà Hán học phải giống như các nhạc sĩ, những người có thể sáng tác bằng một phím và dễ dàng chuyển soạn thành các phím khác". Tiêu chuẩn quốc tế chủ đạo cho Phổ thông thoaị từ khoảng năm 1982 là bính âm Hán ngữ. Các hệ thống nổi tiếng khác bao gồm Wade–Giles (Quan thoại) và Yale Latinh hóa (Quan thoại và tiếng Quảng Đông).
Có rất nhiều cách sử dụng để Latinh hóa tiếng Trung. Nói chung, nó được sử dụng để cung cấp một cách hữu ích cho những người nước ngoài không có kỹ năng nhận dạng chữ viết Trung Quốc có thể đọc và nhận ra tiếng Trung Quốc. Nó cũng có thể hữu ích trong việc làm rõ cách phát âm của những người nói tiếng Trung nói những giống tiếng Trung khó hiểu lẫn nhau. Latinh hóa tạo điều kiện cho nhập ký tự trên bàn phím chẳng hạn như QWERTY. Từ điển Trung Quốc có các quy tắc sắp xếp phức tạp và cạnh tranh cho các ký tự và hệ thống chữ La tinh hóa đơn giản hóa vấn đề bằng cách liệt kê các ký tự ở dạng Latinh của chúng theo thứ tự bảng chữ cái.

### Hệ thống truyền giáo

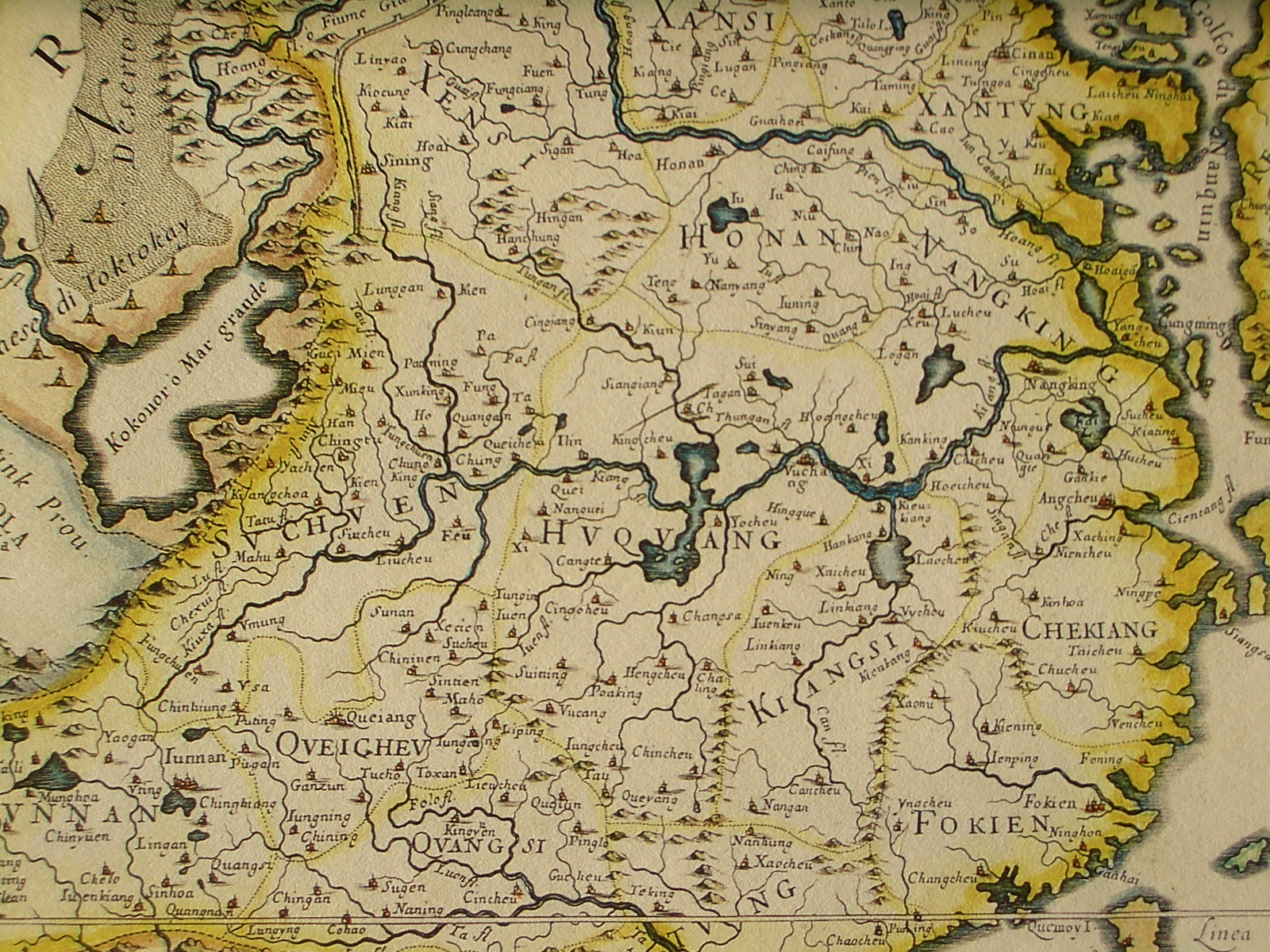
A 17th-century European map using the then-typical transcription of Chinese place names. Note the systematic use of x where Pinyin has sh, si where Pinyin has xi, and qu (stylized qv) where Pinyin uses gu